# Endiatri
L'endìatri è una figura retorica di struttura similare all'endiadi. Derivante dall'antico greco, è caratterizzata dall'uso di tre lemmi per indicare un medesimo concetto.
Ad esempio:
"citius, altius, fortius" ("più veloce, più in alto, più forte"), le tre parole che costituiscono il celebre motto olimpico.